# NGC 813
NGC 813 is een balkspiraalstelsel in het sterrenbeeld Kleine Waterslang. Het hemelobject werd op 24 november 1834 ontdekt door de Britse astronoom John Herschel.

## Synoniemen
- PGC 7692
- ESO 52-16